# Sport în România
Primele asociații sportive din România au fost înființate la mijlocul secolului al XIX-lea. Una din primele s-a numit „Societatea de dare la semn” (înființată în timpul domniei lui Al. I. Cuza). În primii ani ai secolului al XX-lea s-au extins sporturi precum boxul, ciclismul și mai târziu jocurile de echipă. În 1910 a fost înființat primul club de rugby în București. Doi ani mai târziu a fost înființată în capitală Federația Societăților Sportive din România, fiind urmată de înființarea Comitetului Olimpic Român în 1914. Prima instituție de învățământ superior în acest domeniu, Institutul Național de Educație Fizică, și-a deschis porțile în 1923. În perioada dintre cele două războaie mondiale sportivii români au obținut primele victorii în concursurile internaționale.

## Sporturi olimpice
Prima participare a României al Jocurile Olimpice a fost în 1900 când a participat doar cu un singur sportiv. Mai apoi, delegația României a fost prezentă la toate edițiile Jocurilor Olimpice începând cu anul 1924, excepție făcând două ediții de vară, cele din 1932 și 1948 și una de iarnă, cea din 1960. România are un palmares de 292 de medalii (din care 86 de aur, 89 de argint și 117 de bronz) câștigate de sportivi la Jocurile Olimpice de vară, de la prima ediție, Paris, 1924 până la ediția Beijing 2008. Prima medalie olimpică, una de bronz, a fost câștigată la Paris în 1924 de către echipa de rugby. Ea a fost urmată de una de argint la cursele de cai la Olimpiada din Berlin din 1936. Primele titluri de campion mondial au fost câștigate în 1934 și 1936 la sanie, în timp ce boxul românesc obținea primul titlu european în 1930 prin Lucian Popescu. În anii '50 s-au înregistrat succese notabile la tenis de masă feminin, tir, box, lupte și haltere. Dintre sportivii din această perioadă pot fi amintiți Iosif Sîrbu și Iolanda Balaș. La caiac-canoe România s-a remarcat prin Ivan Patzaichin iar la canotaj prin Elisabeta Lipă.

## Sporturi de echipă

### Baschet

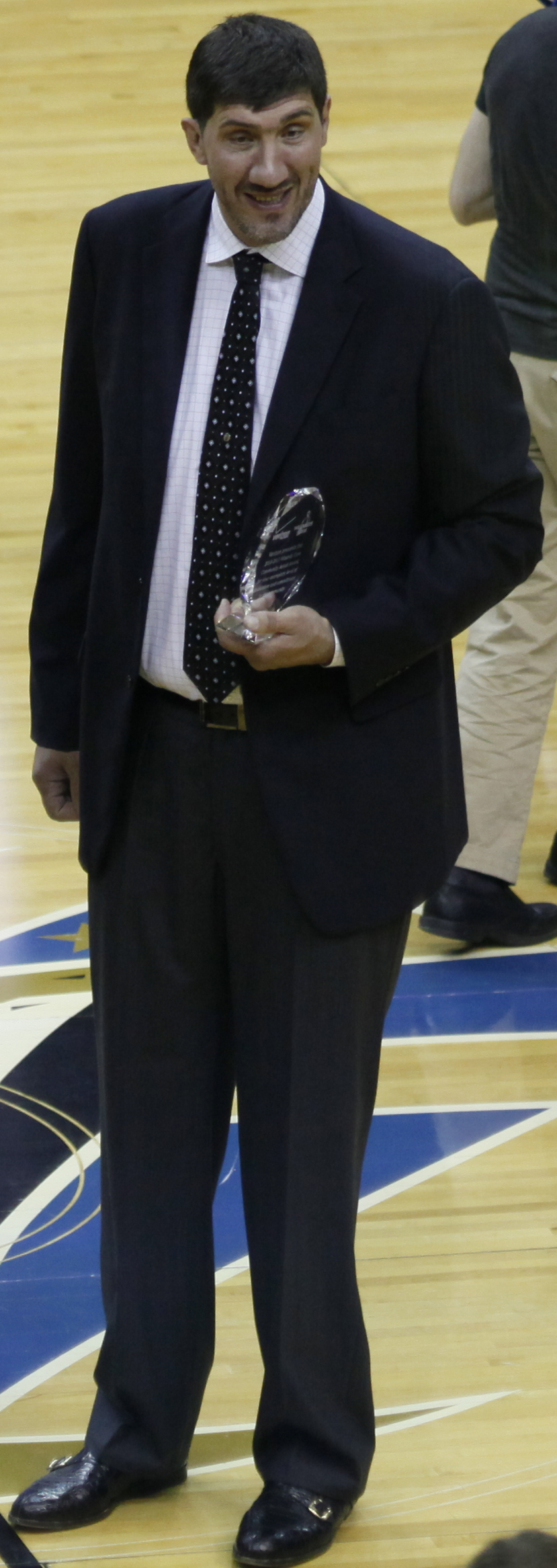
Gheorghe Mureșan în 2010.

Jocul de baschet se răspândește în Europa la începutul secolului al XX-lea, fiind prezentat demonstrativ la Jocurile Olimpice din 1904, de la St. Louis. În 1932 se constituie Federația Internațională de Baschet Amator (F.I.B.A.). România s-a aflat printre cele 8 țări membre fondatoare ale forului mondial alături de Anglia, Argentina, Cehoslovacia, Grecia, Italia, Lituania, Elvetia și Portugalia. Din 1935 se dispută campionatele europene (la care a participat și România). În România, primele demonstrații de baschet au fost efectuate în 1920. Până în 1923, baschetul se practica în special în liceele din capitală, organizându-se sporadic competiții interșcolare. Federația Română de Baschet și cea de Volei au luat ființă în 1931. Dintre performanțele României la baschet pe plan internațional menționăm clasarea de 3 ori pe locul IV la campionatele feminine europene (1964,1966, 1968) și de 2 ori pe locul V la cele masculine (1957,1967). La Universiada de vară din 1981 echipa de fete a României s-a clasat pe locul III, cucerind medalia de bronz, iar echipa masculină a ocupat locul IV.
Baschetul este un sport foarte popular în rândul tinerilor români, deși rezultatele sale, atât din trecut, cât și din prezent, sunt mai modeste decât alte sporturi de echipă românești. Gheorghe Mureșan a fost primul român care a intrat în NBA și a devenit cunoscut drept cel mai înalt om care a jucat vreodată în acea ligă. Alți baschetbalisti români de seamă includ Mihai Albu, Dragoș Nosievici, Costel Cernat, Constantin Popa, Virgil Stănescu și Vlad Moldoveanu.
În 2016, România a fost aleasă ca gazdă pentru Campionatul European de Baschet Masculin din 2017. România va găzdui Cupa Mondială de baschet feminin FIBA U17 2020 cu Cluj-Napoca ca oraș gazdă între 15 și 23 august 2020.

### Fotbal

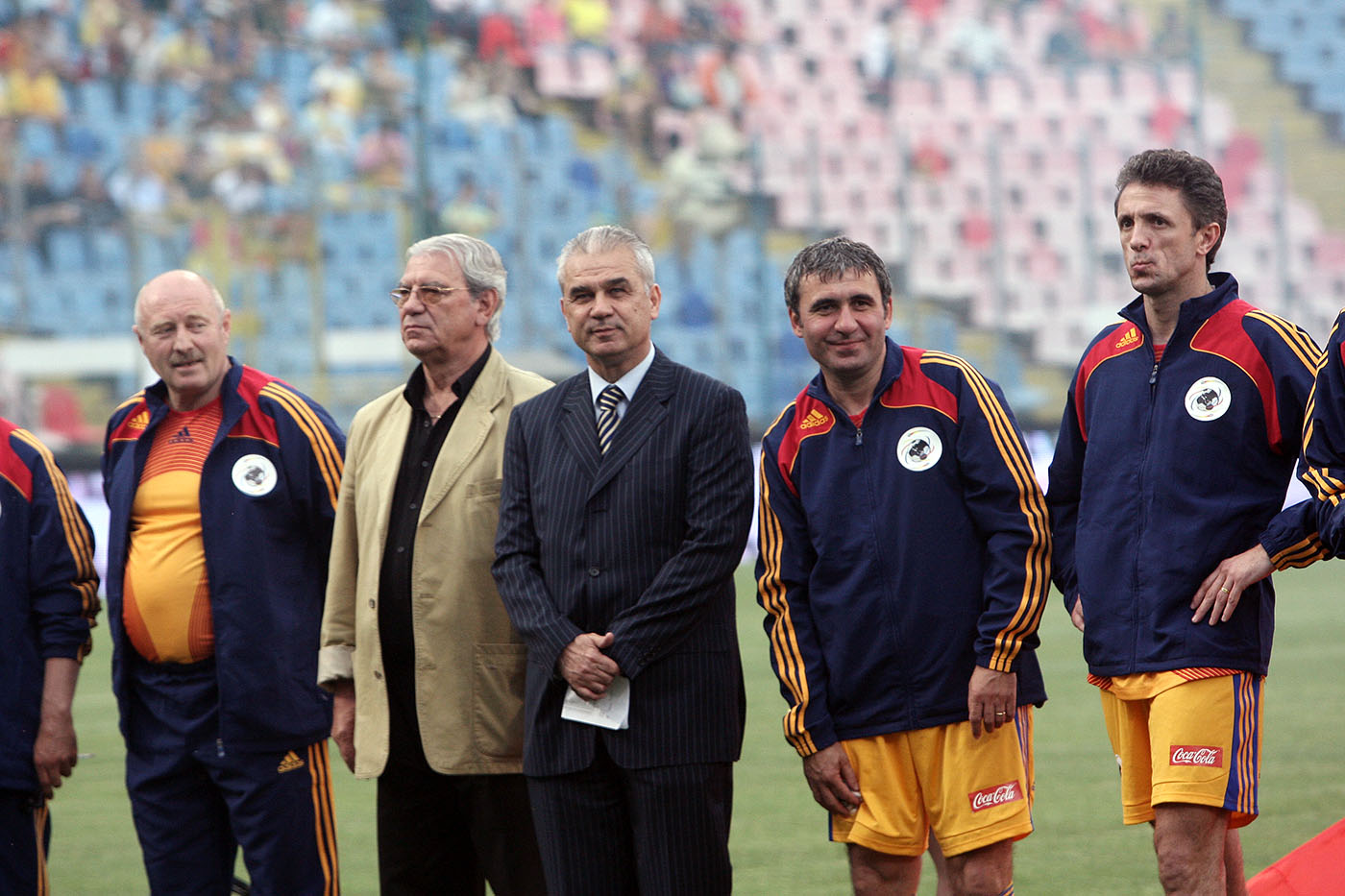
Emerich Jenei, Anghel Iordănescu, Gheorghe Hagi și Gheorghe Popescu (cei patru din dreapta), patru dintre artizanii celor mai mari performanțe fotbalistice românești.

Primul meci de fotbal din România s-a jucat la București, în zona șoselei Kiseleff în 1907 între angajați englezi și germani din industriile textilă și petrolieră din țară. În 1909, s-a înființat „Asociația cluburilor de foot-ball din România”, și ea în principal de către străini. După Primul Război Mondial, când României i s-au alipit și alte provincii predominant românești, autoritatea acestei federații s-a extins în 1920 și asupra noilor teritorii. Fotbalul avea în acel teritoriu, însă, o tradiție mai veche, echipele funcționând pe lângă uzine: astfel, în data de 15 august 1899, în Austro-Ungaria vecină, la Arad (oraș care avea să devină parte a României) s-a jucat un meci între două echipe locale pe un teren aflat în spatele Uzinei de Vagoane.
Echipa națională de fotbal a României își începe activitatea prin meciul de la 8 iunie 1922 de la Belgrad, contra Iugoslaviei, scorul fiind favorabil românilor, cu 2–1. La 20 mai 1923, Comisia de Fotbal a FSSR (Federatia Societatilor Sportive din Romania) este admisă la Congresul de la Zürich ca membră a FIFA. În această calitate de membră a FIFA, România participă la Turneul Olimpic de Fotbal de la Jocurile Olimpice din 1924 desfășurate la Paris. În urma insistențelor regelui Carol al II-lea, România a fost una din puținele țări din Europa care au putut alinia o echipă națională la primul Campionat Mondial de Fotbal disputat în 1930 în Uruguay. Federația Română de Fotbal este membră fondatoare a UEFA în 1954. Din august 1990, FRF a devenit organ independent de conducere al mișcării fotbalistice din România, primul președinte ales fiind Mircea Sandu.
La nivel internațional, selecționata de fotbal a României a participat până acum la 7 Campionate Mondiale de Fotbal. Cele mai mari succese le-a înregistrat pe parcursul anilor 1990. În 1994, la Campionatul Mondial din Statele Unite, echipa României a reușit să ajungă până în sferturi, clasându-se atunci pe poziția 6 în clasamentul FIFA. Liderul generației de aur a fotbalului românesc este Gheorghe Hagi. În prezent, dintre fotbaliștii români celebri pot fi amintiți Adrian Mutu și Cristian Chivu. 
Cel mai cunoscut club de fotbal din România este FC Steaua București, care în 1986 a fost prima echipă din estul Europei și singura din România ce a câștigat Cupa Campionilor Europeni. De asemenea, în 1989 a mai jucat o finală a Cupei Campionilor Europeni. Altă echipă de succes din fotbalul românesc este FC Dinamo București, care a jucat o semifinală a Cupei Campionilor Europeni în 1984 iar 1990 semifinala Cupei Cupelor UEFA. Alte cluburi importante de fotbal sunt CFR 1907 Cluj-Napoca, FC Universitatea Cluj și FC Universitatea Craiova, iar dintre cluburile istorice, au înregistrat performanțe FC Petrolul Ploiești, UTA, FC Argeș Pitești și FC Rapid București.

### Rugby

România jucând cu Irlanda pe Lansdowne Road în 2005.

Jocul de rugby avea să apară în cadrul Tenis Club Roman în 1912, printre promotorii acestei discipline numărându-se Grigore Caracostea și Mircea Iconomu. La fel cum s-a întâmplat și cu jocul de fotbal, primele noțiuni legate de rugby, precum și cele dintâi baloane de joc, au fost aduse la București de către tineri români care studiaseră la Paris. Acest proces s-a petrecut pe la începutul secolului al XX-lea.
Rugby-ul este un sport de echipă relativ popular jucat în România, cu o tradiție de peste 100 de ani și a fost medaliat cu bronz când rugby-ul a fost inclus la Jocurile Olimpice de la Paris din 1924. Echipa națională de rugby a României a concurat la fiecare Cupa Mondială de Rugby până în 2019, când echipa a fost descalificată pentru că a trimis jucători neeligibili în campania de calificare. S-au întors să concureze la Cupa Mondială de Rugby din 2023.
CEC Bank SuperLiga românească este Competiția Premier Club Rugby din România, care a început pentru prima dată în 1914 și s-a jucat aproape neîntrerupt de atunci.

### Handbal
Cristina Neagu este singura handbalistă din istoria acestui sport recompensată de patru ori cu titlul de Cea mai bună handbalistă IHF a anului. Echipa feminină de handbal a câștigat Campionatul Mondial de Handbal Feminin din 1962.
Echipa masculină de handbal a câștigat 4 titluri mondiale.

## Sporturi individuale

### Atletism
Atletismul apare în România la sfârșitul secolului al XIX-lea, la inițiativa studenților care studiau în țările occidentale. În timpul vacanțelor, aceștia promovau atletismul organizând competiții de alergări, sărituri și aruncări. Primele Campionate Naționale ale României sunt organizate în 1914, la 16 probe, și se adresează doar bărbaților. Un an mai târziu, în 1915, se inaugurează la București primul teren de atletism, pe locul care devine ulterior Stadionul Tineretului. Primul concurs organizat de atletism are loc în 1882 la București, cu participarea elevilor de la liceele Sf. Sava și Matei Basarab. La atletism, Gabriela Szabó a fost, de asemenea, de trei ori campioană mondială. Lia Manoliu a fost  laureată cu aur la Jocurile Olimpice de vară din Mexico 1968 și cu bronz la Jocurile Olimpice de vară din Roma 1960 și Jocurile Olimpice de vară din Tokyo 1964 la proba de aruncare a discului.

### Box
Boxul în România s-a remarcat prin Nicolae Linca, Francisc Vaștag, Mihai Leu, Lucian Bute, Leonard Doroftei, și Adrian Diaconu. În România, scrima este rezultatul împletirii mânuirii armelor și activităților militare organizate cu influența străină pătrunsă prin intermediul războaielor și schimburilor economice și culturale, fiecare epoca aducându-și contribuția la scrima sportivă de astăzi. În perimetrul țării această activitate s-a aflat printre primele discipline sportive. Prima participare românească la un concurs intenațional de scrimă are loc în 1910, în Franța, Mihai Savu ocupând locul I. În 1911, la Paris, românul Dinu Cesianu cucerește primul loc la un concurs internațional de spadă. În 1932, forul sportiv U.F.S.R. recunoște oficial Federația Română de Scrimă. Ana Maria Brânză a obținut rezultate remarcabile în epoca contemporană.

### Gimnastică

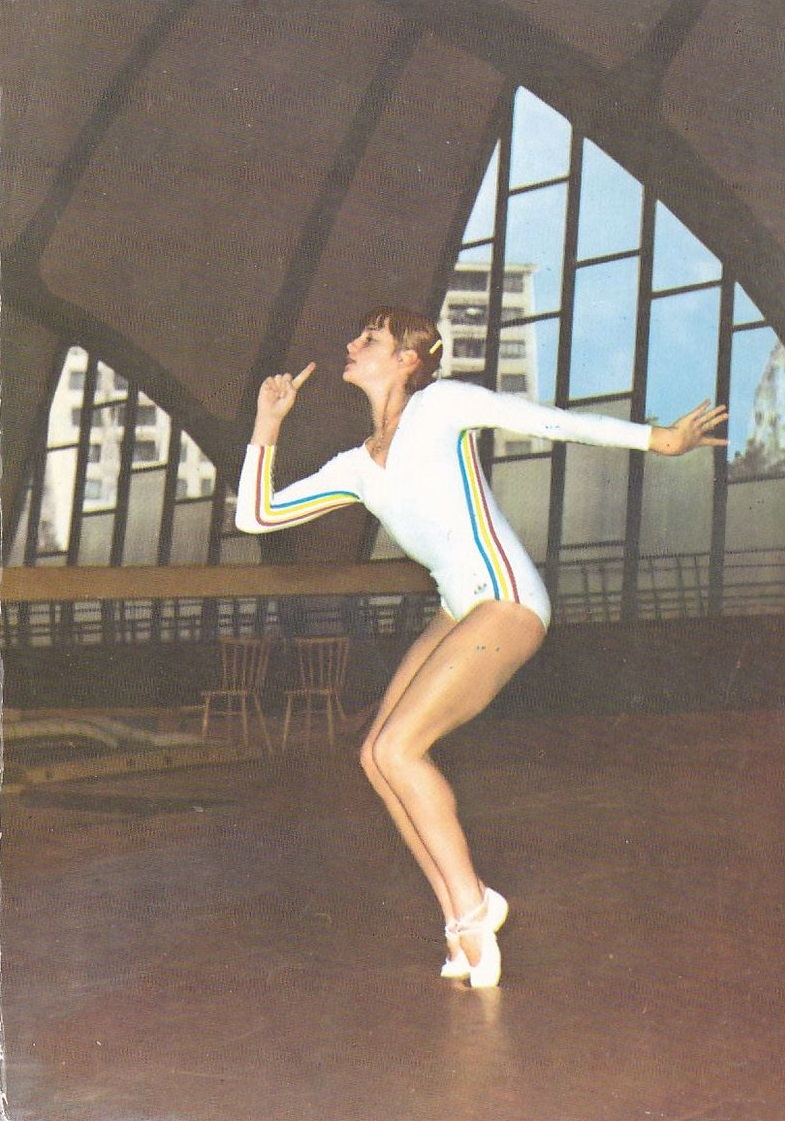
Nadia Comăneci este singurul sportiv care a primit premiul Ordinul Olimpic de două ori (1984, 2004).

Gimnastica are o tradiție foarte îndelungată în România, care merge înapoi în timp cu zeci de ani înainte de succesul major al Montrealului. România a avut succes și în anii 1950, când Elena Leușteanu a câștigat o medalie olimpică individuală în 1956.
Gimnastica românească a avut un număr semnificativ de succese fapt pentru care România a devenit cunoscută în întreaga lume. Nadia Comăneci, prin performanțele sale răsunătoare consemnate de istoria sportului ca expresie a perfecțiunii este recunoscută peste ani de mișcarea olimpică ca sportiva secolului al XX-lea.
La Jocurile Olimpice din 1976, Teodora Ungureanu s-a descurcat și ea foarte bine, dar nu a primit atâta faimă ca Nadia. Alte gimnaste celebre includ: Daniela Silivaș, Ecaterina Szabo, Lavinia Miloșovici, Gina Gogean, Simona Amânar, Andreea Răducan, Maria Olaru, Cătălina Ponor, Sandra Izbașa, și Larisa Iordache.
Printre cei mai buni gimnaști masculini români se numără: Marius Urzică și Marian Drăgulescu.

### Tenis

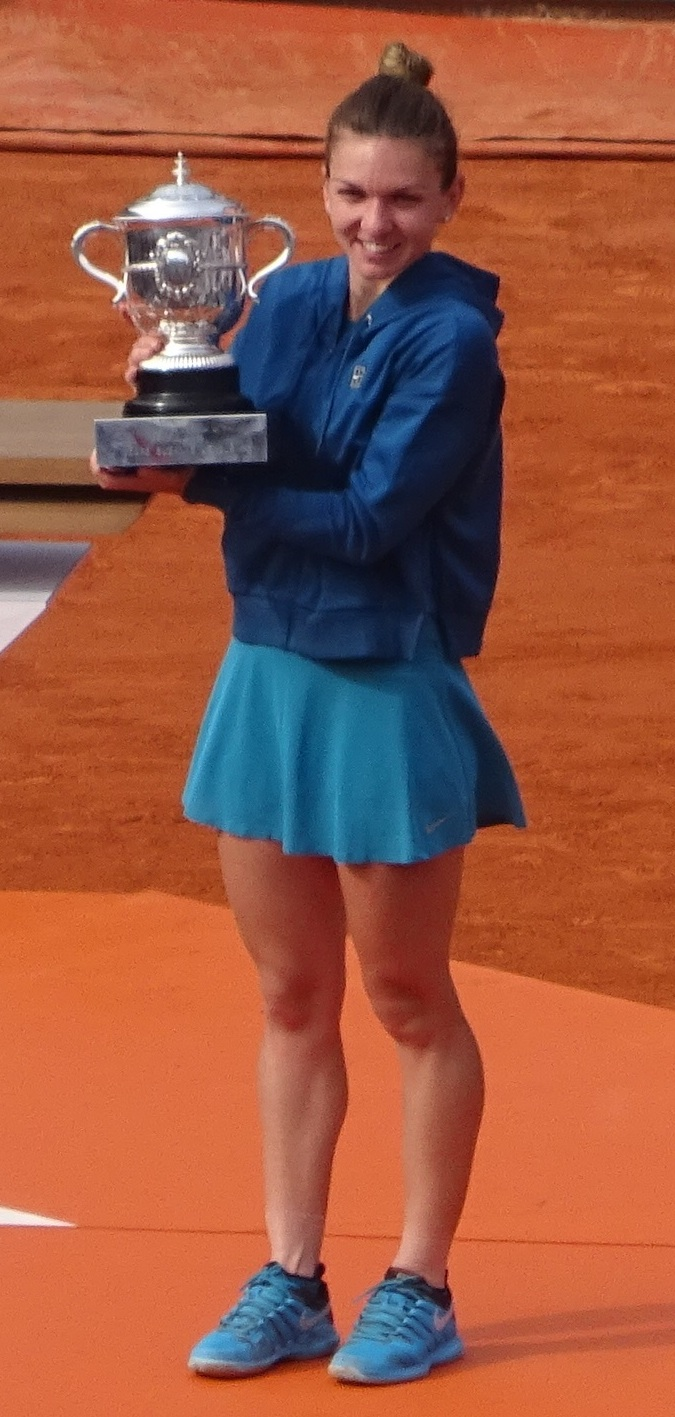
Simona Halep

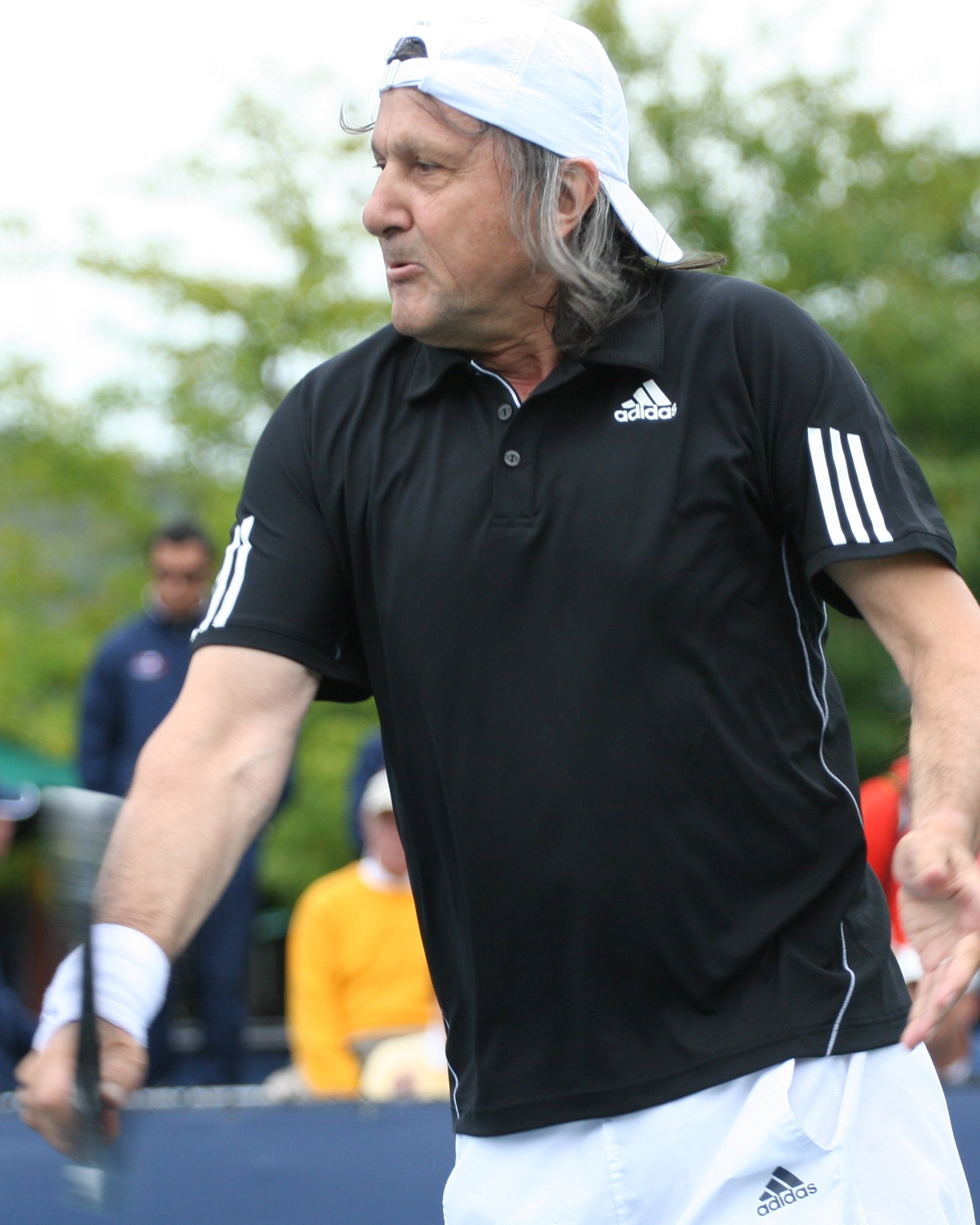
Ilie Năstase a fost inclus în International Tennis Hall of Fame în 1991.

La 2 mai 1910 se înființează grupare polisportiva „Tenis Club Roman” (TCR). Aceasta reunea mai multe discipline: sporturi atletice, canotaj, footbal-rugby (denumirea englezească a rugby-ului), fotbal, înot, patinaj, sporturi de iarnă, scrimă, tenis și tir. Culorile noului club erau alb si verde, iar numarul membrilor se apropia de 350. 
Cu Ion Țiriac și Ilie Năstase (ultimul fiind câștigătorul marelui premiu FILT în 1972 și 1973) România a fost de trei ori finalistă în Cupa Davis, fără însă a o câștiga vreodată.  România s-a remarcat în tenis feminin prin Simona Halep.

## Alte Sporturi

### Oină
Oina - sau hoina cum i se mai spunea - este socotită un joc sportiv național pentru români, având, pe pământul românesc, o vechime de cel puțin 6 secole, așa cum menționează cronici și hrisoave care îi subliniază popularitatea de care se bucura printre copii și tineri, printre oșteni și voievozi. Așa, de pildă, aflăm că pe timpul lui Vlaicu Vodă, adică prin anul 1364, oina se juca pe plaiurile Țării Românești, ea pătrunzând peste tot: în sate, în comune, în viața oamenilor. Jocul de oină amintește de o veche îndeletnicire a daco-romanilor, păstoritul. A „oina” oile înseamnă a le coborî toamna de la munte la șesul verde, într-o zonă sau localitate din apropierea unui râu, fenomen numit transhumanță.

## Sportul în cadrul federațiilor
În România sportul de performanță este practicat într-un cadru organizat, iar organul care îndrumă și controlează activitatea dintr-o anumită ramură sportivă poartă numele de federație.
Conform statisticii din 2005, în România există 57 de federații sportive și 3.379 de secții afiliate acestora, 106.632 sportivi legitimați, 4.890 antrenori cu normă întreagă, 1.707 instructori, 4.830 arbitri. Federația cu cele mai multe secții sportive afiliate este Federația Română de Fotbal, federația cu cei mai mulți sportivi legitimați este Federația Română de Tenis, cu 17.185 sportivi, FRF aflându-se pe locul 2 cu 11.441 sportivi. Cei mai mulți antrenori și arbitri se află la Federația Română de Fotbal, primii fiind în număr de 553, respectiv 467.

## Jocuri Paralimpice

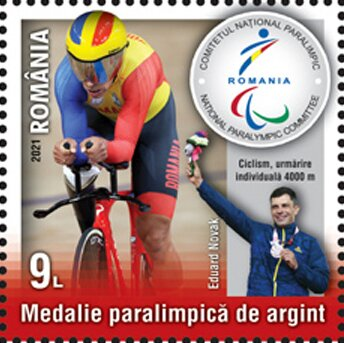
Eduard Novak - medaliat paralimpic cu argint, Romania 2021

România a participat pentru prima dată la Jocurile Paralimpice în cadrul ediției din 1972 de la Heidelberg, unde a trimis un singur competitor: jucătorul de tenis de masă Alex Peer. Apoi România nu a mai fost reprezentată la această competiție până la Jocurile Paralimpice de vară din 1996 de la Atlanta.Ca și în cadrul Jocurilor Olimpice, codul CIO a fost ROM din 1972 până în 2004 și este ROU din 2004 încoace.
La Jocurile Paralimpice de vară din 2008 și 2012 ciclistul Eduard Novak a fost cel mai bun sportiv român atunci, a cucerit trei medalii una de aur în 2012 și două de argint în 2008 și 2012, la judo paralimpic Alexandru Bologa - român a fost singurul medaliat cu bronz la Jocurile Paralimpice de vară din 2016.
Cea mai numeroasă delegație a fost la ediția din 2016 organizată la Rio de Janeiro, cu unsprezece sportivi. Din șapte participări a obținut patru medalii paralimpice, inclusiv una de aur. 